# Le Canard enchaîné
Le Canard enchaîné és un setmanari satíric francès que surt a París cada dimecres. És una de les publicacions més antigues de França. El seu títol juga amb l'ambigüitat del mot «canard», que tant pot ser traduït per «ànec» com per «pamflet», de manera que sota l'aparença innòcua d'un ànec encadenat hi ha un clam per la llibertat de premsa.
Va néixer d'una manera certament curiosa. El polític Georges Clemenceau va començar a publicar el 1913 un diari anomenat L'homme libre (L'home lliure), que sovint s'esplaiava contra el militarisme. Quan esclatà la Primera Guerra Mundial, el diari fou durament censurat, i aleshores decidí de canviar el nom en L'homme enchaîné (L'home encadenat). Com que es tractava d'un autèntic pamflet (un «canard»), el 10 de setembre de 1915 el matrimoni Maurice i Jeanne Marechal gosaren fer-ne escarn amb el setmanari.
Té un to humorístic i sarcàstic i utilitza sovint jocs de paraules i dobles sentits en els títols dels articles. S'ha especialitzat a crear malnoms per als polítics i personalitats públiques que s'hi veuen satiritzats. Conté tres seccions especialment seguides, la de les indiscrecions dels personatges blasmats, la dels articles que han estat rebutjats per altres mitjans i les cartes al director que trameten els seus nombrosos lectors.
Des de la seva fundació ha aparegut ininterrompudament, malgrat els enormes canvis socials i polítics que hi ha hagut a França durant el gairebé un segle. Claus de la seva independència han estat el fet de no acceptar mai publicitat i de no retribuir els col·laboradors, llevat que siguin de la seva curtíssima plantilla que treballa a temps complet. Actualment ha assolit una difusió al voltant de 500.000 exemplars que són posats a la venda a un preu inferior al d'un diari qualsevol.